# Histoire des Juifs en Galicie

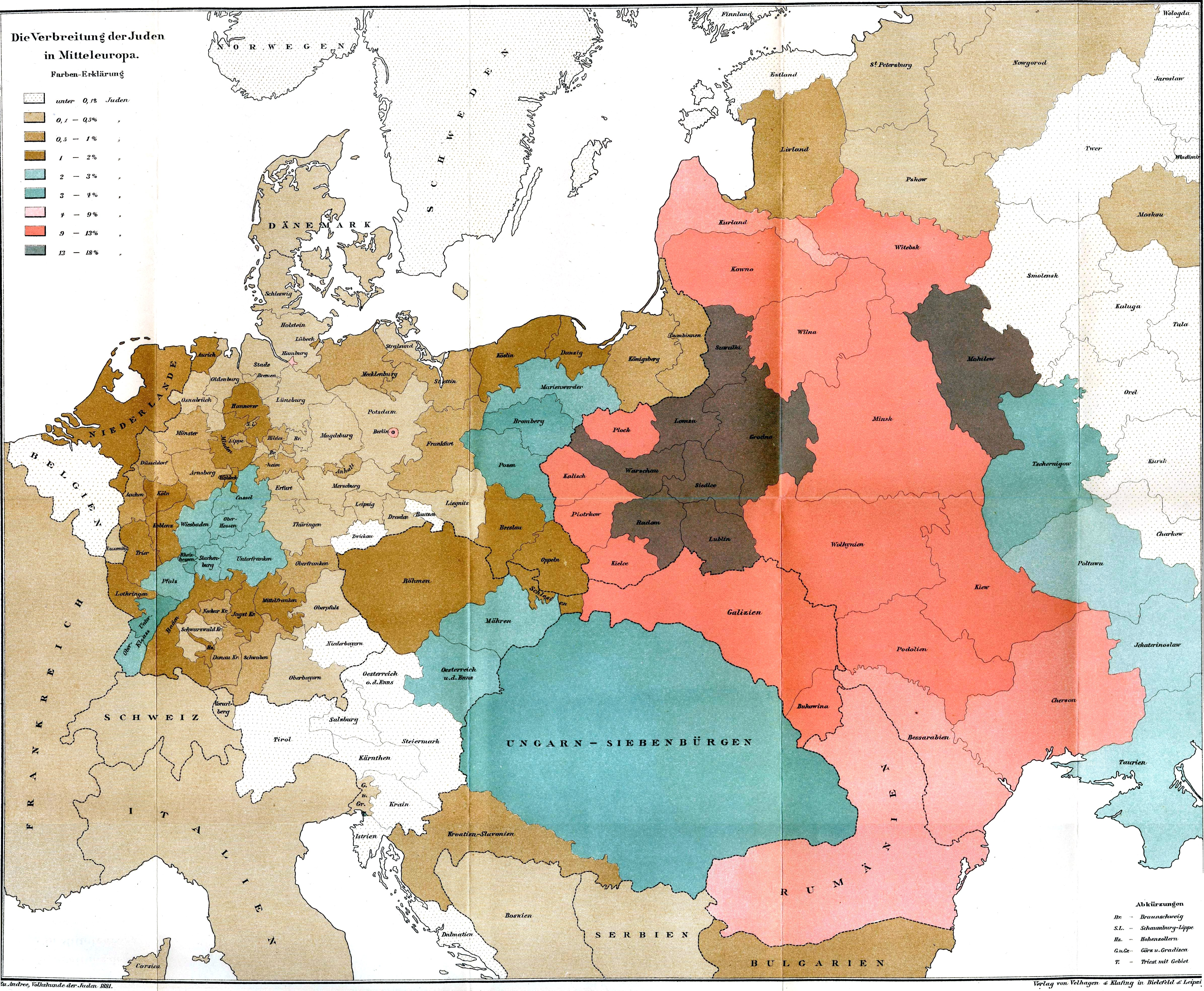
Les Juifs en Europe centrale (1881)

L’histoire des Juifs en Galicie (Galitsyaner yidn en yiddish) 
L’histoire des Juifs en Galicie (Galitzianer yidn en yiddisch) est celle des Juifs ashkénazes originaires de Galicie, région qui s’étend aujourd’hui de la Pologne méridionale (voïvodies de Podkarpackie et Petite-Pologne essentiellement) à l’Ukraine occidentale (provinces actuelles de Lviv, Ivano-Frankivsk et Ternopil). Sa capitale était la ville de Leopolis, autrement appelée Lemberg (en allemand) ou Lwów (nom polonais): l’actuelle Lviv (nom ukrainien).

## Origines

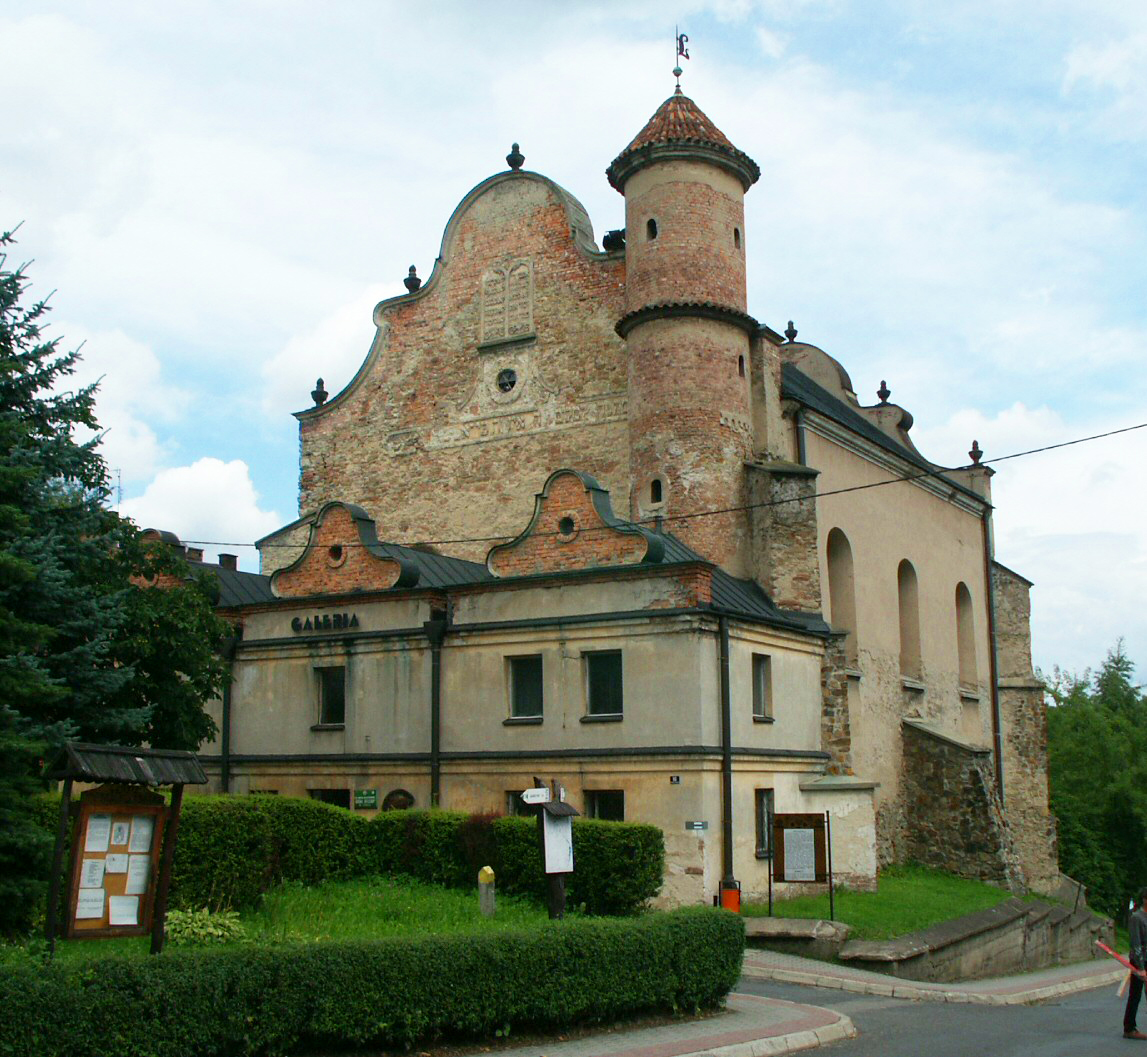
Synagogue de Lesko (XVIIe siècle)

La communauté juive de Galicie se forme au XIIIe siècle après le quatrième concile du Latran, lorsque de nombreux Juifs chassés d’Europe occidentale et d’Italie viennent s’installer dans le royaume de Pologne et particulièrement en Galicie, rattachée au royaume par Casimir III le Grand et peuplée d’un mélange de Polonais et d’Ukrainiens, auxquels s’ajoutent les artisans Allemands (mineurs, maçons, charpentiers, meuniers) et les Juifs, installés par les grands propriétaires nobles, dont ils étaient les gestionnaires. Les Juifs y développent une vie indépendante et florissante sur le plan culturel et religieux jusqu’au soulèvement de Khmielnitski de 1648-49.
En 1772, lors des partages de la Pologne, la Galicie échoit aux Habsbourg qui, eux aussi, mènent une politique moins répressive envers les Juifs qu’ailleurs en Europe, et organisent leur nouvelle province en « royaume de Galicie et de Lodomérie ». Lorsque l’Autriche-Hongrie prend sa forme dualiste en 1867, la Galicie se trouve dans la partie autrichienne (les « royaumes et pays représentés à la Diète d'Empire »).

## Périodes austro-hongroise et polonaise (1867-1939)

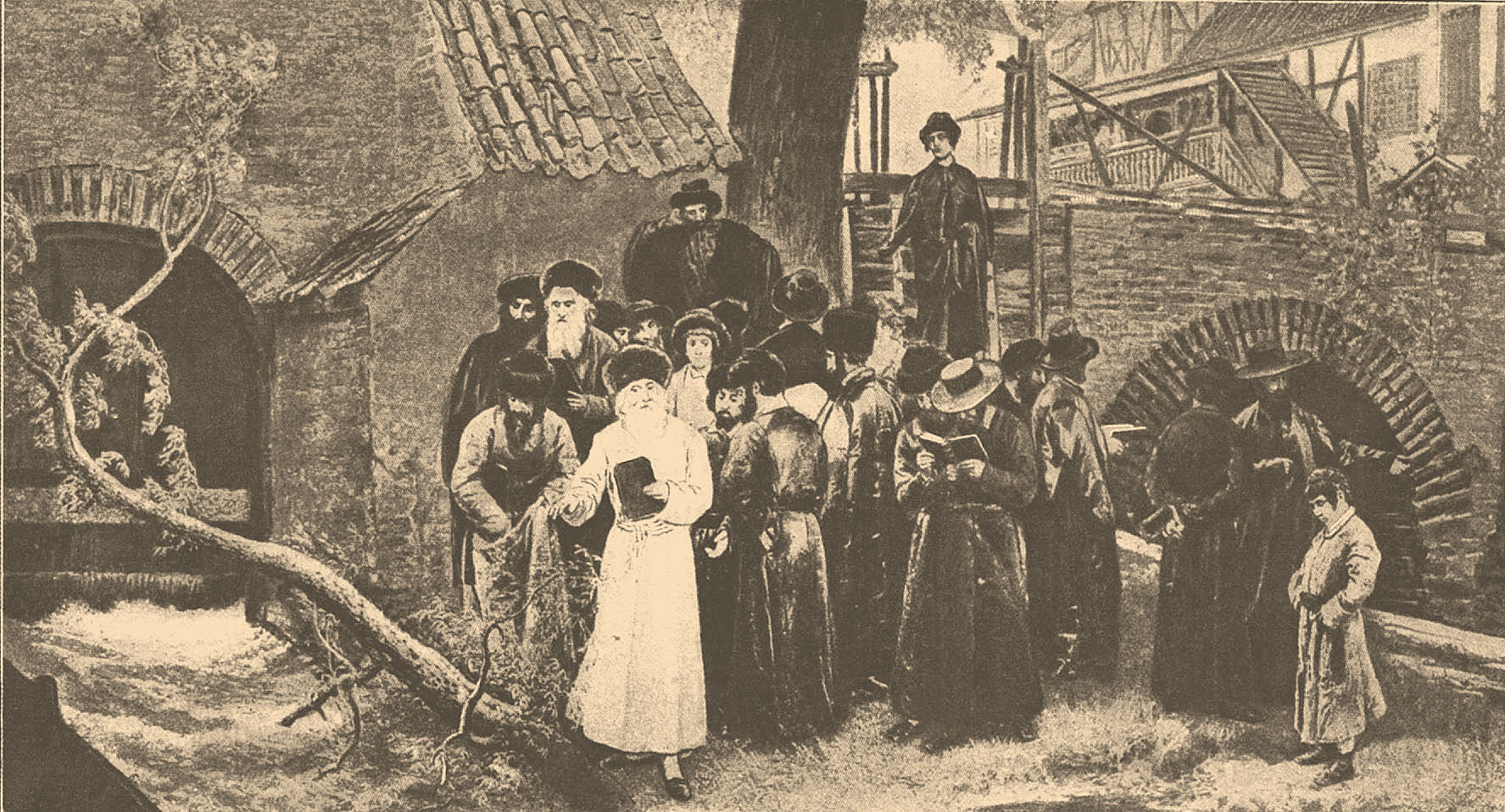
Rite du Tashlikh sur les rives du fleuve en Galice, av. 1906

Les Juifs galiciens parlaient surtout le yiddish. Toutefois, selon le recensement de 1900, qui ne permettait pas d’indiquer le yiddish comme langue, les Juifs galiciens, pour la plupart polyglottes, se déclarent de langue polonaise (76 %), allemande (17 %) et ukrainienne (5 %).
Toutes les estimations conduisent à la conclusion que les Juifs constituaient le troisième groupe ethnique derrière les Polonais et les Ukrainiens, représentant au moins 10 pour cent de la population de Galicie. L’académicien ukrainien Serhiy Yefremov (1876-1939 ?) a pu écrire : « les Juifs comme nous le savons, entretiennent des liens des plus étroits avec les Ukrainiens, ce ne sont même pas des voisins comme la plupart des autres peuples, mais des membres du même peuple sur la même terre d'Ukraine. » Cette vision idyllique occulte quelque peu les antagonismes économiques (certains juifs étant les gestionnaires des grands domaines agricoles de la noblesse polonaise ou autrichienne, dont les paysans polonais ou ukrainiens pauvres étaient les journaliers) et religieux (l'intégrisme et la volonté de vivre séparément, sévissaient dans toutes les communautés). Toutefois, une partie de la bourgeoisie juive, la mieux intégrée à la culture allemande puis polonaise, pratiquait le judaïsme réformé, notamment à la synagogue Temple de Lemberg (1846-1941).
Si la plupart des Juifs vivaient modestement en Galicie, travaillant dans de petits ateliers comme artisans (tailleurs, menuisiers, chapeliers, bijoutiers, opticiens, photographes) ou encore comme petits commerçants, l’importance accordée par les Juifs aux études leur permettait de traverser les barrières sociales. Cela pouvait susciter des jalousies nourrissant l’antisémitisme. Près de 80% des tailleurs de Galicie étaient juifs, et proportionnellement, les Juifs exerçant des professions intellectuelles étaient beaucoup plus nombreux que les Polonais ou les Ukrainiens : parmi les 1 700 médecins de Galicie, 1 150 étaient juifs ; 41% des travailleurs de la culture, du théâtre et du cinéma, 43% des dentistes, 45% des infirmières étaient juifs et il y avait 2 200 avocats juifs contre 450 avocats ukrainiens. Quatre lauréats du prix Nobel, Isidor Isaac Rabi (physique), Roald Hoffmann (chimie), Georges Charpak (physique), Samuel Agnon (littérature) et autres, comme des médecins aussi connus que Sigmund Freud et Léo Kanner étaient d’origine galicienne. Ils étaient également nombreux aussi dans le commerce de gros ou de détail (notamment des tissus et de la papeterie). 

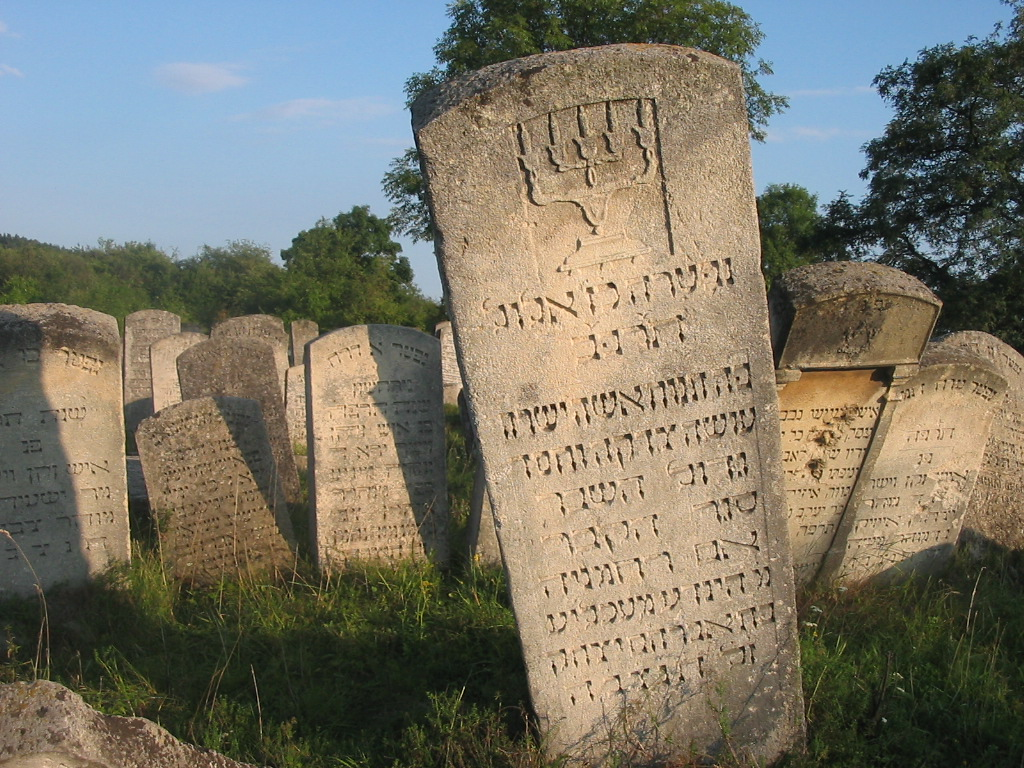
Cimetière juif galicien à Boutchatch (Ukraine)

Pendant la Première Guerre mondiale, la Galicie servit de champ de bataille aux forces des Empires centraux et de l’Empire russe, puis, en 1918-1919, à la guerre polono-ukrainienne et enfin, en 1919-1921, à la guerre soviéto-polonaise. La Pologne sortant finalement victorieuse au terme d’âpres combats où d'innombrables atrocités furent commises de part et d’autre. Au cours de ces conflits qui s’enchaînèrent pendant sept ans, les Juifs galiciens restèrent généralement neutres, même si un bataillon juif de 1 200 hommes servit dans l’armée de la République populaire d'Ukraine occidentale au parlement de laquelle les Juifs se virent allouer 10% des sièges, proportionnellement à leur nombre.
En 1921, au traité de Riga, la Galicie fut reconnue polonaise. Le gouvernement polonais se méfia des Juifs galiciens et des Ukrainiens, suspectés d’avoir soutenu la République populaire d'Ukraine occidentale ou pire, le bolchévisme russe : ils furent donc exclus des entreprises d’État, des institutions, des compagnies de chemins de fer, des Postes, télégraphes et téléphones, et leur nombre dans les lycées et les facultés fut limité (numerus clausus). Ces mesures furent appliquées strictement : les Juifs galiciens et les Ukrainiens subirent une discrimination ethnique et une polonisation forcée : alors qu'il y avait 2 420 écoles ukrainiennes en Galicie en 1912, il n’en restait plus que 352 en 1938.

## La Seconde Guerre mondiale, la Shoah et l'annexion soviétique

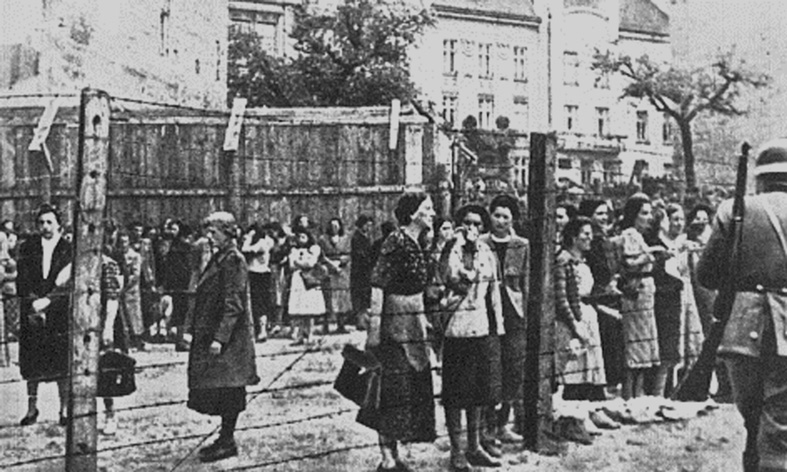
Le ghetto de Lviv en mai 1942

Le 17 septembre 1939, conformément au pacte Hitler-Staline et après l’écrasement de la Pologne par l’Allemagne nazie, la plus grande partie de la Galicie est annexée par l’URSS stalinienne et attribuée à la république socialiste soviétique d'Ukraine, tandis que les militants communistes locaux, dont certains étaient juifs, sont embrigadés par le NKVD pour dépister et arrêter les anciens fonctionnaires de l’État polonais, les prêtres et les propriétaires de biens de production qui sont, par dizaines de milliers, déportés vers le Goulag. Un an plus tard la Galicie est occupée par les Nazis : cette fois, ce sont les chrétiens locaux qui sont embrigadés par les Einsatzgruppen pour dépister et arrêter les Juifs, accusés en bloc d’être bolchéviks : les Juifs galiciens sont systématiquement exterminés dans la Shoah, avec un soutien des milices collaborationnistes ukrainienne et polonaise. En revanche l’OUN et l’UPA ukrainiennes, ainsi que l'Armia Krajowa polonaise et les partisans juifs, organisent la résistance contre les Allemands, non sans s'affronter parfois entre eux dans le chaos où se trouve plongée la région. Après la guerre, les rares survivants, devenus soviétiques, émigrent peu à peu en Israël, aux États-Unis ou en Australie, car au « paradis des travailleurs » ils sont encore suspectés d'être « cosmopolites » et discriminés pour cela. Ceux, très peu nombreux, qui sont restés en Ukraine ou en Pologne, ont été assimilés durant la période communiste, la religion étant perçue comme l'« opium du peuple » et les traditions judaïques comme « archaïques ».

## Culture

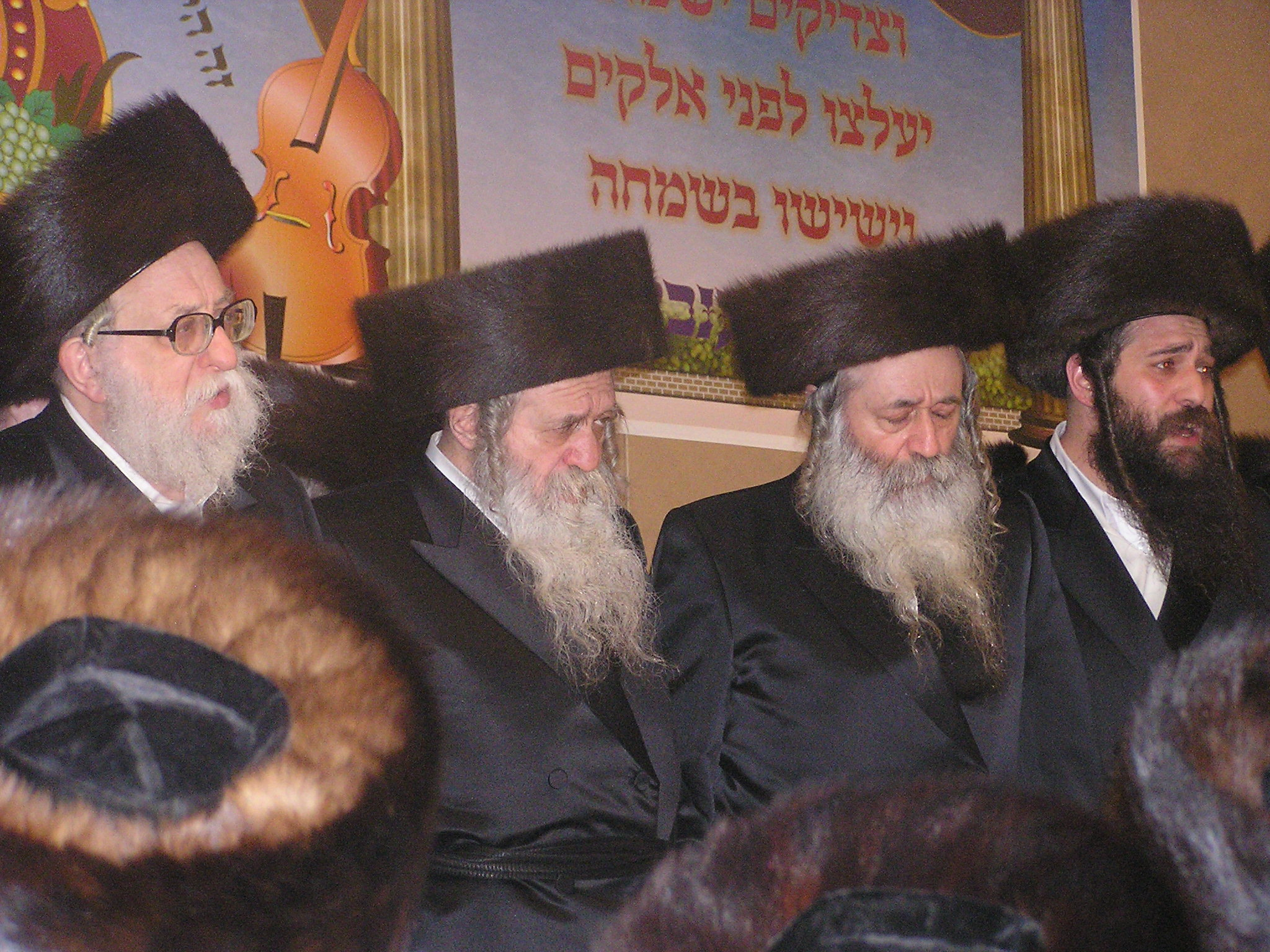
Ashkénazes hassidim d'Ukraine occidentale

Dans la culture populaire juive, les Juifs galiciens (Galizianer) étaient considérés par leurs rivaux, les Juifs lituaniens (Litvaks) comme irrationnels et peu éduqués, trop émotionnels avec leur hassidisme ardent, trop repérables avec leurs caftans et leurs grands chapeaux (schtreimels, spodiks ou kolpiks). Les Galitzianers méprisaient, eux, les Litvaks jugés froids et plus enclins à l'analyse qu'à la prière : même le groupe de hassidim né en Lituanie, les Loubavitchs, est considéré comme plus intellectuel que les autres groupes hassidiques. Les deux groupes ont divergé dans leurs accents yiddish et même dans l'art de la cuisine, séparés par la « ligne de démarcation du Gefilte fish » : les Galitzianers aiment la nourriture très douce au point de mettre du sucre dans leur poisson. C'est la Shoah qui a ressoudé les survivants, lesquels, dans la diaspora juive ou en Israël, tentent de perpétuer leurs traditions.